# Motte Beienburg
Die Motte Beienburg ist eine kleine abgegangene Turmhügelburg (Motte) im Ortsteil Forsbach der Stadt Rösrath im Rheinisch-Bergischen Kreis in Nordrhein-Westfalen.

## Beschreibung
Der gut vier Meter hoch erhaltene Burghügel hat einen Durchmesser von etwa 20 Metern. Er wurde auf einem Sporn zwischen zwei Quellsiefen des Kurtenwaldbachs oberhalb der Forsbacher Mühle im Königsforst aufgeschüttet. Eine zugehörige Vorburg dürfte im Nordosten, im Bereich der heutigen Halfenwiese bestanden haben.
Der Name basiert auf volkstümlicher Überlieferung und kann zu Verwechslungen mit der Burg Beyenburg an der Wupper führen. Die Motte stellt wahrscheinlich den älteren Rittersitz der Herren von Forsbach dar, die im Spätmittelalter etwa 200 Meter nordöstlich ein festes Burghaus gegenüber dem heutigen Halfenhof errichteten. Die Ausführung als kleine, einfache Turmhügelburg mit hölzernem Turm verweist auf das 12. Jh. als Entstehungszeit. Ab dieser Zeit errichtete auch der niedere Adel eigene kleine Burganlagen.
Der Mottenhügel ist gemeinsam mit den oberen Dämmen der Forsbacher Mühle unter Nr. 1 in die Liste der Bodendenkmäler in Rösrath eingetragen.

## Der Rittersitz Forsbach
Die Ritter von Forsbach treten 1373 erstmals urkundlich als Gefolgsleute der Grafen von Berg in Erscheinung. Mit dem Kollationsrecht an der Volberger Kirche genossen sie gegenüber anderen Adeligen des näheren Umfelds kirchliche Privilegien, die auf ein hohes Alter des Rittersitzes schließen lassen.
Das Geschlecht erlosch Ende des 15. Jh. mit dem Tod des Ritters Klaus von Forsbach. Das spätmittelalterliche Burghaus brannte Ende des 18. Jh. ab und diente anschließend als Steinbruch. Aus dem Wirtschaftshof des ehemaligen Rittersitzes entstand der Halfenhof, der heute nur noch namentlich an die Vorgängerbauten erinnert.

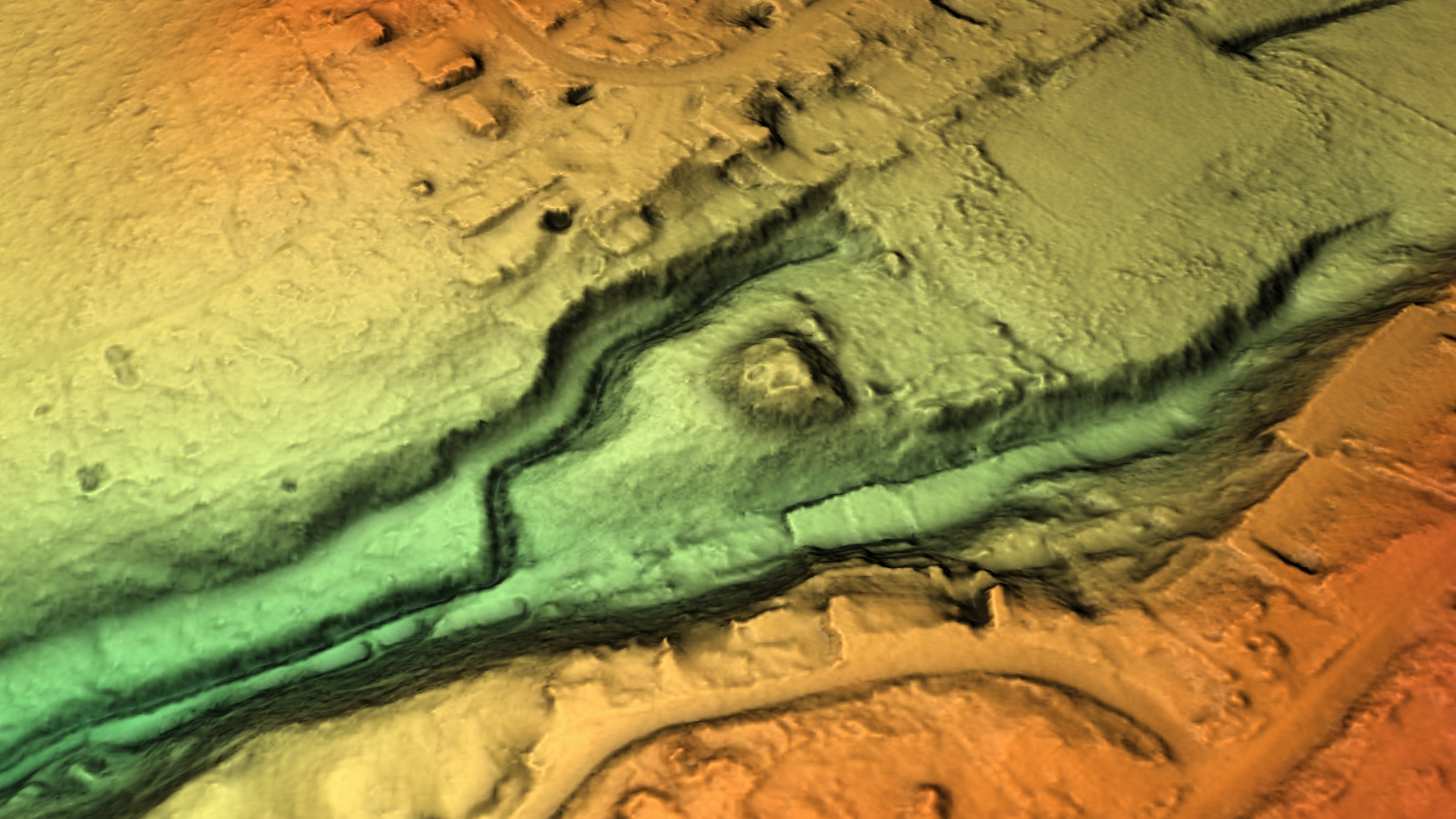
3D-Ansicht des digitalen Geländemodells

- 3D-Geländemodell der Motte

Siehe auch
- Wallburgen im Bergischen Land
- Liste deutscher Turmhügelburgen